# Þjóðviljinn
Þjóðviljinn (в переводе с исл. — «Воля народа») — исландская ежедневная газета, основанная 31 октября 1936 года. Имела тесные связи с Коммунистической партией Исландии, а позднее с её преемниками — Единой социалистической партией и Народным союзом.
В период оккупации Исландии во время Второй мировой войны редакторы газеты Эйнар Ольгейрссон и Сигфус Сигюрхьяртарсон, а также журналист Сигюрд Гвюдмюндссон были арестованы, обвинены в распространении пропаганды против британской армии и помещены в тюрьму Брикстон в Великобритании на несколько месяцев. Издание газеты было запрещено на год.
В январе 1992 года газета перестала издаваться из-за финансовых трудностей. Последним главным редактором издания был Арни Тор Сигурдссон (в 1983—1985 эту должность занимал будущий президент Оулавюр Рагнар Гримссон).